# Raïon de Koupiansk
Le raïon de Koupiansk (en ukrainien : Куп'янський район) est un raïon situé dans l'oblast de Kharkiv en Ukraine. Son chef-lieu est Koupiansk.
Après la réforme administrative de l'Ukraine du 18 juillet 2020, le raïon regroupe les anciens raïons de Koupiansk, Dvorichna, Velykyi Burluk et Shevchenkove.

## Lieux d’intérêt

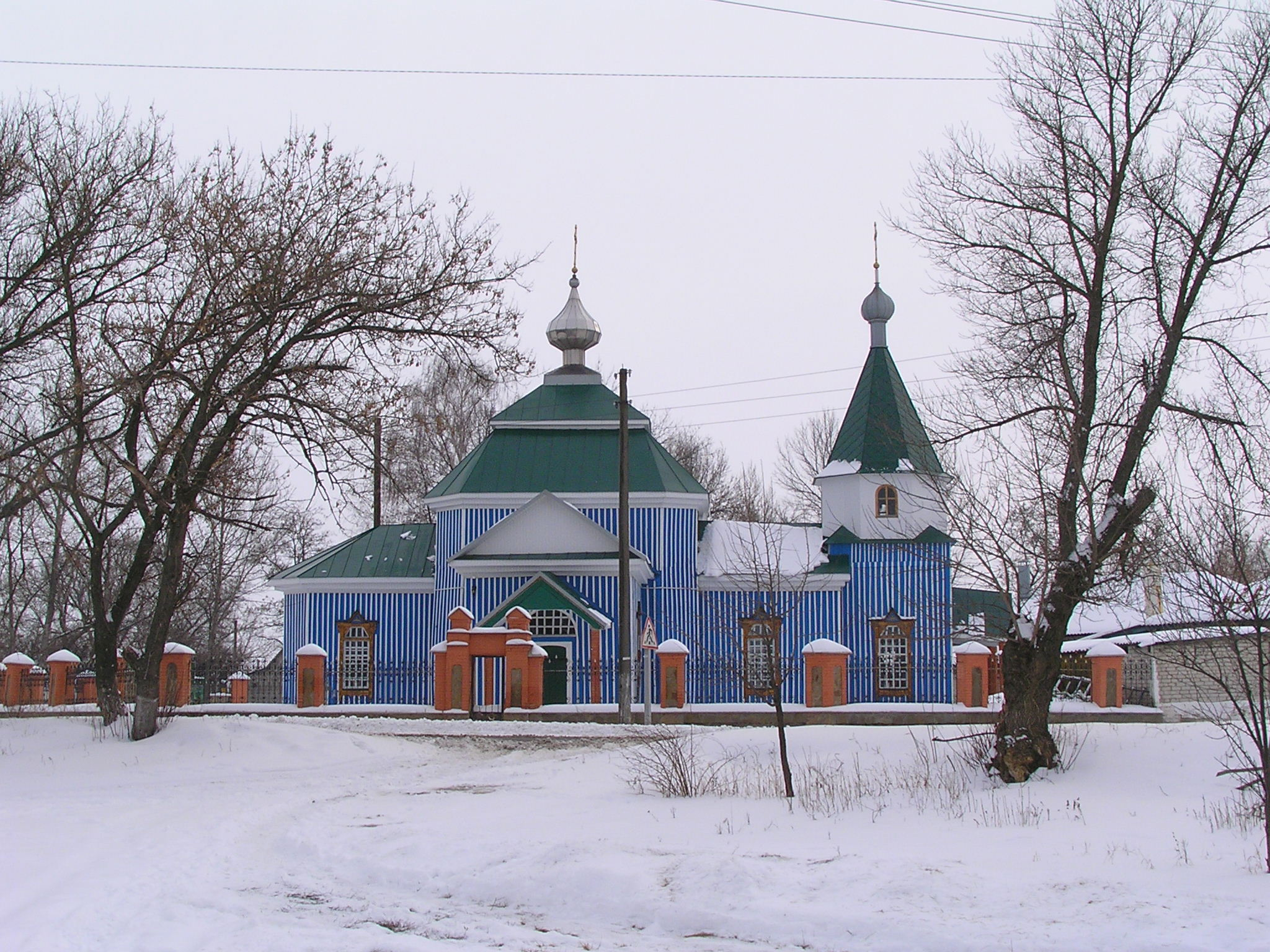
Église st-Jean de Kroulivka, classée[1],
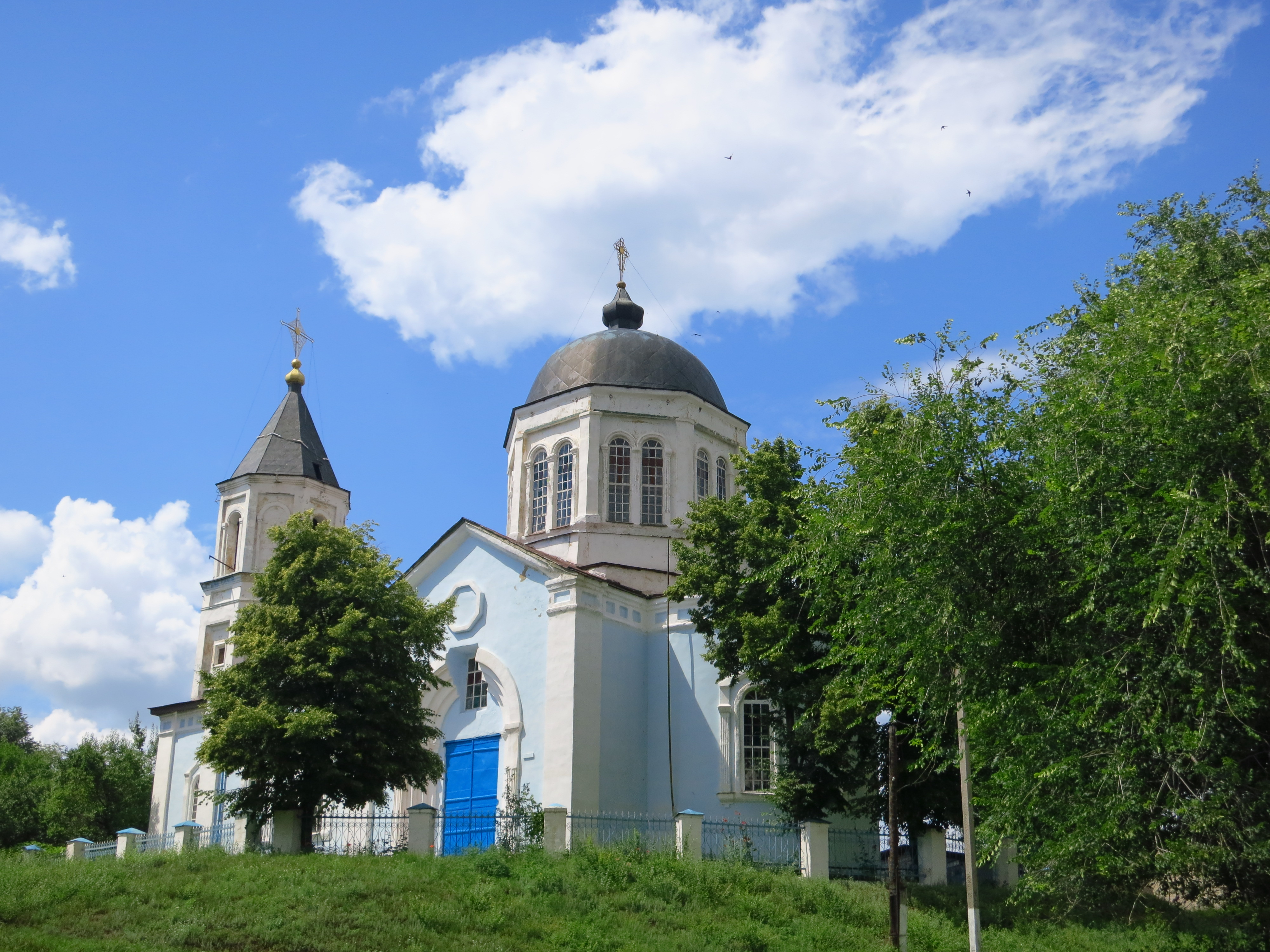
église de Tsenkove, classé[2],
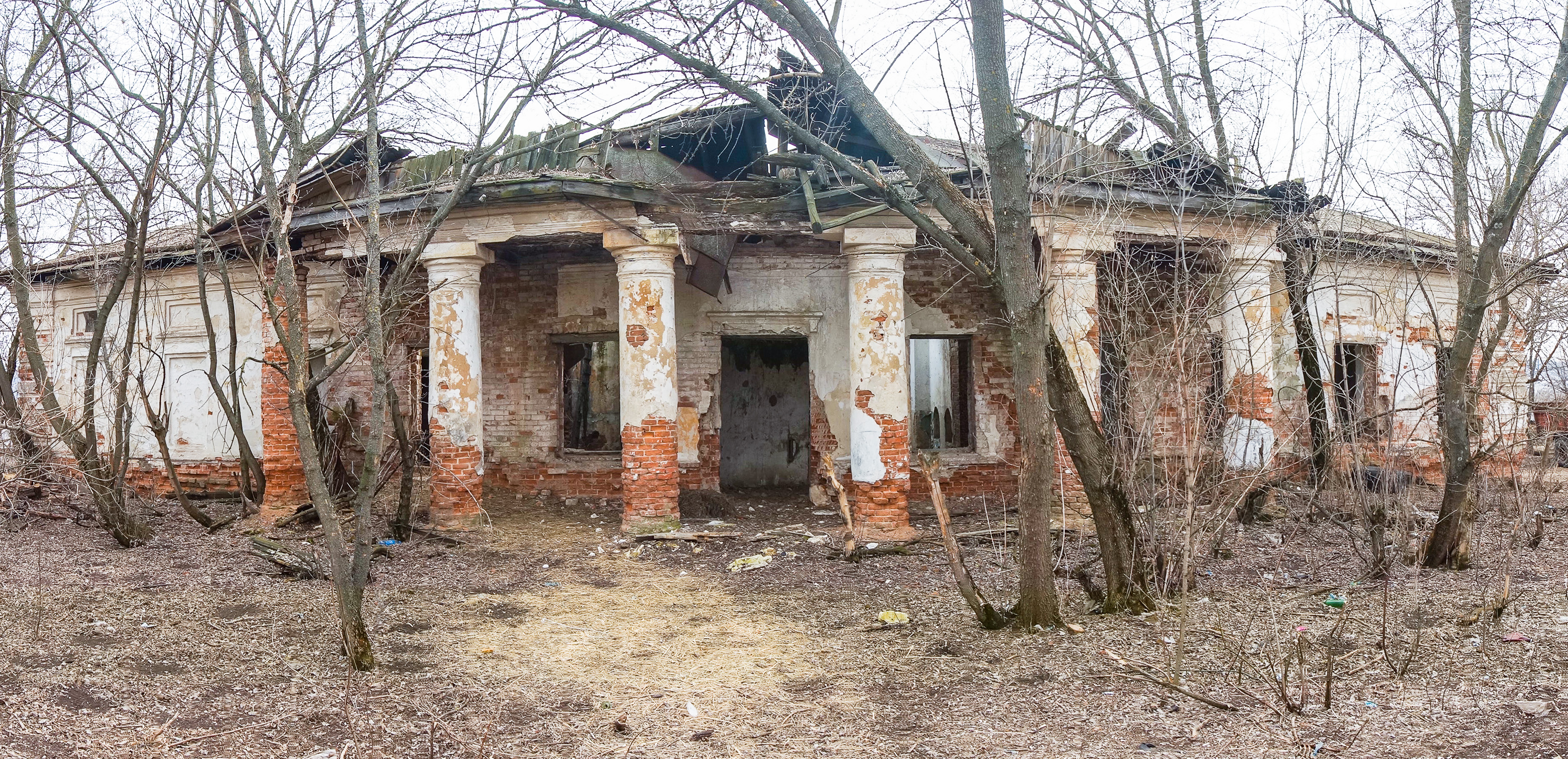
maison à Sinike, classée[3] .

Le Parc national de Dvoritchna est dans le raïon.